# تمندوة
التمندوة أو دَفِر الحِراج (الاسم العلمي: Tamandua) (بالإنجليزية: lesser anteaters)‏ هي جنس من الحيوانات تتبع الفصيلة الناملات من رتبة الثدييات المشعرة. جنس حيوانات لبونة درداء من دوديات الألسنة. أعطانها أمريكة الاستوائية. ملجنها الحياتي فردي لا تجتمع إلا في زمن الوداق. تألف البراري والأحراج. مسرحها دجوي. تتسلق الأشجار بخفة في طلب النمل والحشرات والعسل. أجسامها تطول من 85 إلى 110سم. بما فيه الأذناب التي تطول من 35 حتى 46 سم. رؤوسها صغيرة مستطيلة شبه مخروطية. ألسنتها شبه اسطوانية جمَّاحة. عيونها وأذانها صغيرة قوائمها قصيرة، الأمامية منها محجنة الأظافر القوية مختلفة الطول. أذنابها مستطيلة سرحة أخاذة. أثوابها تختلف مع اختلاف الأنواع. إناثها أصفر قداّ من ذكورها وتضع جرواً واحداً ترضعه نحو أربعة أشهر.

## أنواع التمندوة
- تمندوة شمالية
- تمندوة جنوبية